# Lijst van Stolpersteine in Harlingen

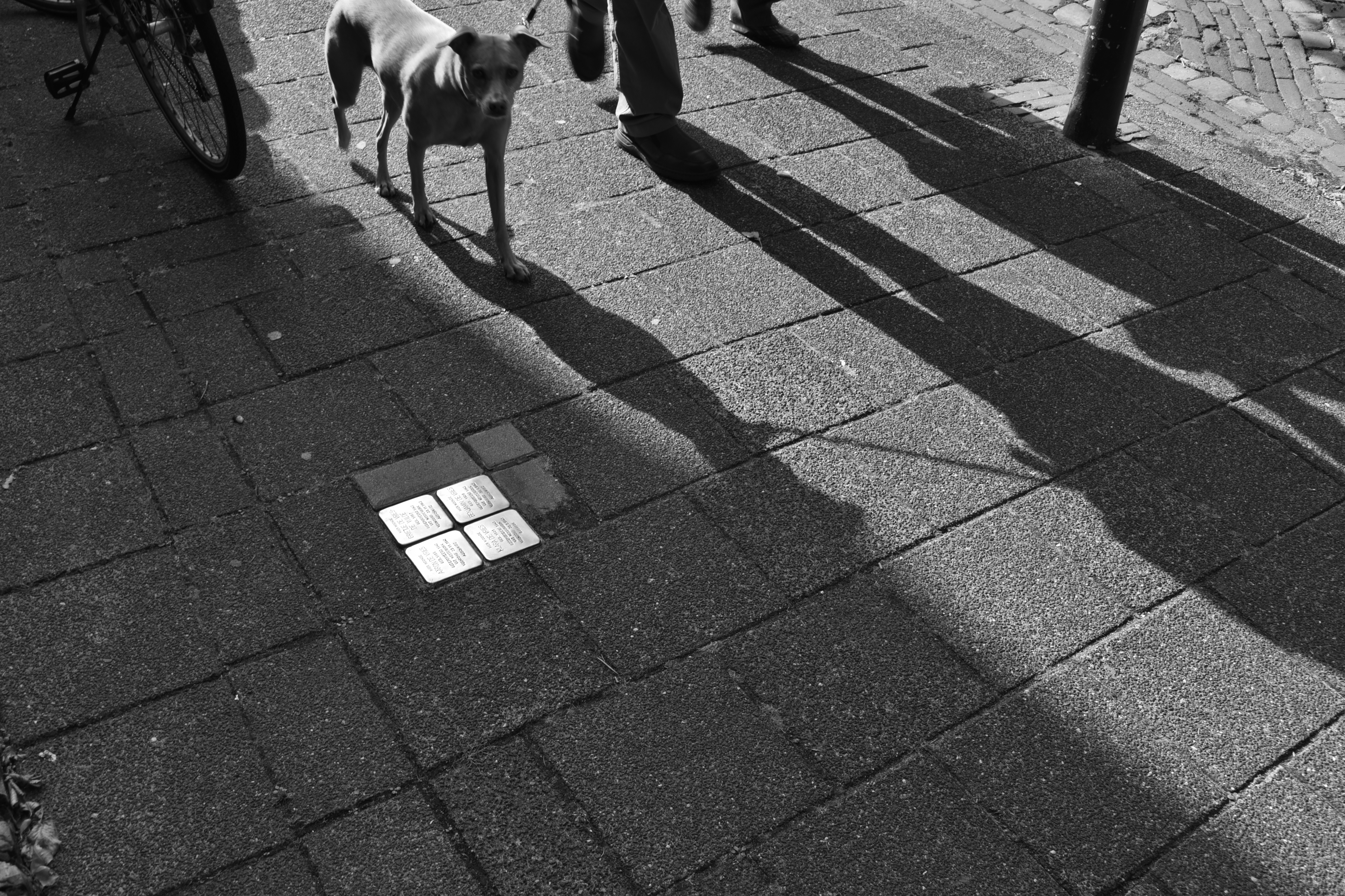
Stroffelstiennen voor familie De Vries

De lijst van Stolpersteine in Harlingen geeft een overzicht van de gedenkstenen die in de gemeente Harlingen in de Nederlandse provincie Friesland zijn geplaatst in het kader van het Stolpersteine-project van de Duitse beeldhouwer-kunstenaar Gunter Demnig.
Stolpersteine zijn opgedragen aan slachtoffers van het nationaalsocialisme, al diegenen die zijn vervolgd, gedeporteerd, vermoord, gedwongen te emigreren of tot zelfmoord gedreven door het nazi-regime. Demnig legt voor elk slachtoffer een aparte steen, meestal voor de laatste zelfgekozen woning.
Omdat het Stolpersteine-project doorloopt, kan deze lijst onvolledig zijn.
In het Harlingers is de aanduiding stroffelstien (letterlijk struikelsteen). In de herfst van 2011 besloten vereniging Oud Harlingen en het Centraal Comité 1945 de 45 weggevoerde Joodse oorlogsslachtoffers via 'struikelstenen' te gaan herdenken. Tijdens de najaarsvergadering 2011 verzorgde de heer Jan K. Norg de aftrap, met een presentatie over de opkomst en ondergang van de Joodse gemeenschap in Harlingen. Via crowdfunding adopteerden betrokken families en particulieren stenen voor een persoon of een compleet gezin, of deden een kleinere gift. Binnen zes weken was het benodigde bedrag van bijna € 6.000 toegezegd.
Wegens de grote belangstelling voor het project werd besloten een kleine tentoonstelling in het Hannemahuis in te richten en een boekje samen te stellen over de 45 Joodse inwoners die Harlingen begin 1940 telde. De uitgave werd gepresenteerd op 20 augustus 2012, toen ook de stroffelstiennen in de trottoirs werden geplaatst. Het boekje heet Over Ieske van Nico van Pietsje van Sakkie en al de anderen en beleefde twee drukken. In het kielzog van het project werden ook zeven 'Joodse' gevelsteentjes gerestaureerd, zoals van eerstesteenleggingen.

## Stroffelstiennen
In Harlingen liggen 61 stroffelstiennen op negentien adressen.

### Harlingen
| Afbeelding | Inscriptie | Adres                  | Herdachte persoon |
| ---------- | --- | ---------------------- | --- |
|            | HIER WOONDE GABRIËL BOAS GEB. 1879 GEDEPORTEERD 1942 UIT WESTERBORK VERMOORD 19.11.1942 AUSCHWITZ               | Grote Ossenmarkt 16    | Gabriël Boas (1879-1942) werd geboren op 9 april 1879 in Harlingen. Hij was de zoon van Mozes Boas en Eva Pais. Hij werd havenarbeider. Op 15 juni 1908 trouwde hij met Dina Pais. Het paar werd gearresteerd door de nationaalsocialisten, gedeporteerd naar Auschwitz en daar vermoord op 19 november 1942. Het echtpaar had drie kinderen, van wie er twee ook slachtoffer waren van de Shoah: - Sara Boas, geboren op 6 september 1909 in Harlingen, getrouwd met Benjamin Pais, geboren op 25 maart 1907 in Zaandam. Sara werd vermoord in Sobibor in juni 1943, Benjamin in juli 1943. - Eva Boas, geboren op 4 september 1913. - Jozeph Boas (zie hieronder). |
|            | HIER WOONDE DINA BOAS-PAIS GEB. 1882 GEDEPORTEERD 1942 UIT WESTERBORK VERMOORD 19.11.1942 AUSCHWITZ             | Grote Ossenmarkt 16    | Dina Boas-Pais (1882-1942) werd geboren op 24 februari 1882 in Harlingen. Zij was een dochter van Joseph (Joost) Pais en Sara Spijer (Speijer), en de echtgenote van Gabriël Boas. |
|            | HIER WOONDE JOZEPH BOAS GEB. 1922 GEDEPORTEERD 1942 UIT WESTERBORK VERMOORD 30.6.1943 OTTMUTH                   | Grote Ossenmarkt 16    | Jozeph Boas (1922-1943) was de zoon van Gabriël Boas en Dina Boas-Pais. |
|            | HIER WOONDE JOHANNES DROST GEB. 1910 GEARRESTEERD 11-1-1945 VERMOORD 14-2-1945 HAMBURG-VEDDEL                   |                        | Johannes Drost (1910-1945) |
|            | HIER WOONDE SALLY HES GEB. 1908 GEDEPORTEERD 1942 UIT WESTERBORK VERMOORD 31.12.1942 AUSCHWITZ                  | Schritsen 10           | Sally Hes (1908-1942) |
|            | HIER WOONDE ANNA ROSA HES- VAN GELDER GEB. 1909 GEDEPORTEERD 1942 UIT WESTERBORK VERMOORD 2.11.1942 AUSCHWITZ   | Schritsen 10           | Anna Rosa Hes-van Gelder (1909-1942) |
|            | HIER WOONDE MATHILDA HENRIËTTE HES GEB. 1939 GEDEPORTEERD 1942 UIT WESTERBORK VERMOORD 2.11.1942 AUSCHWITZ      | Schritsen 10           | Mathilda Henriëtte Hes (1939-1942) |
|            | HIER WOONDE LEONARD LEIJDESDORFF GEB. 1880 GEDEPORTEERD 1943 UIT WESTERBORK VERMOORD 30.4.1943 SOBIBOR          | Midlumerlaan 32        | Leonard Leijdesdorff (1880-1943) |
|            | HIER WOONDE SIMON LEIJDESDORFF GEB. 1912 ONVRIJWILLIG VERTROKKEN 1943 AMSTERDAM OVERLEEFD                       | Voorstraat 75          | Simon Leijdesdorff (1912-2002) |
|            | HIER WOONDE ROSALIE LEIJDESDORFF-VOS GEB. 1892 GEDEPORTEERD 1943 UIT WESTERBORK VERMOORD 30.4.1943 SOBIBOR      | Midlumerlaan 32        | Rosalie Leijdesdorff-Vos |
|            | HIER WOONDE LEVIE MESSCHER GEB. 1898 GEDEPORTEERD 1943 UIT WESTERBORK VERMOORD 21.5.1943 SOBIBOR                | Rozengracht 15         | Levie Messcher |
|            | HIER WOONDE CATHARINA MESSCHER-GANS GEB. 1898 GEDEPORTEERD 1943 UIT WESTERBORK VERMOORD 21.5.1943 SOBIBOR       | Rozengracht 15         | Catharina Messcher-Gans |
|            | HIER WOONDE HANNA KLARA MESSCHER GEB. 1938 GEDEPORTEERD 1943 UIT WESTERBORK VERMOORD 21.5.1943 SOBIBOR          | Rozengracht 15         | Hanna Klara Messcher |
|            | HIER WOONDE KLARA LEANORA MESSCHER GEB. 1939 GEDEPORTEERD 1943 UIT WESTERBORK VERMOORD 21.5.1943 SOBIBOR        | Rozengracht 15         | Klara Leanora Messcher |
|            | HIER WOONDE AÄRON PAIS GEB. 1921 GEDEPORTEERD 1942 UIT WESTERBORK VERMOORD 30.9.1942 AUSCHWITZ                  | Noorderhaven 18        | Aäron Pais |
|            | HIER WOONDE ABRAHAM PAIS GEB. 1872 GEDEPORTEERD 1942 UIT WESTERBORK VERMOORD 23.11.1942 AUSCHWITZ               | Kleine Bredeplaats 16  | Abraham Pais |
|            | HIER WOONDE BENJAMIN RAPHAËL PAIS GEB. 1861 GEDEPORTEERD 1942 UIT WESTERBORK VERMOORD 23.11.1942 AUSCHWITZ      | Hoogstraat 15          | Benjamin Raphaël Pais (1861-1942) |
|            | HIER WOONDE BENJAMIN RAPHAËL PAIS GEB. 1934 GEDEPORTEERD 1942 UIT WESTERBORK VERMOORD 23.11.1942 AUSCHWITZ      | Noorderhaven 32        | Benjamin Raphaël Pais (1934-1942) |
|            | HIER WOONDE ESTHER PAIS GEB. 1874 GEDEPORTEERD 1942 UIT WESTERBORK VERMOORD 23.11.1942 AUSCHWITZ                | Kleine Bredeplaats 16  | Esther Pais |
|            | HIER WOONDE JANSJE PAIS GEB. 1933 GEDEPORTEERD 1942 UIT WESTERBORK VERMOORD 23.11.1942 AUSCHWITZ                | Noorderhaven 32        | Jansje Pais |
|            | HIER WOONDE LEVIE PAIS GEB. 1877 GEDEPORTEERD 1942 UIT WESTERBORK VERMOORD 23.11.1942 AUSCHWITZ                 | Kleine Bredeplaats 18  | Levie Pais |
|            | HIER WOONDE RACHELTJE PAIS GEB. 1891 GEDEPORTEERD 1942 UIT WESTERBORK VERMOORD 23.11.1942 AUSCHWITZ             | Hoogstraat 15          | Racheltje Pais (1891-1942) |
|            | HIER WOONDE RAPHAËL PAIS GEB. 1893 GEDEPORTEERD 1943 UIT WESTERBORK VERMOORD 28.2.1943 AUSCHWITZ                | Noorderhaven 18        | Raphaël Pais (1893-1942) Vermoedelijk incorrecte inscriptie op de steen: overlijdensdatum is 29 oktober 1942 volgens Joods Monument. |
|            | HIER WOONDE RAPHAËL PAIS GEB. 1893 GEDEPORTEERD 1943 UIT WESTERBORK VERMOORD 28.2.1943 AUSCHWITZ                | Noorderhaven 32        | Raphaël Pais (1893-1943) |
|            | HIER WOONDE SALOMON PAIS GEB. 1885 GEDEPORTEERD 1942 UIT WESTERBORK VERMOORD 30.9.1942 AUSCHWITZ                | Kleine Bredeplaats 16  | Salomon Pais |
|            | HIER WOONDE JANTJE PAIS- DE VRIES GEB. 1868 GEDEPORTEERD 1942 UIT WESTERBORK VERMOORD 23.11.1942 AUSCHWITZ      | Hoogstraat 15          | Jantje Pais-de Vries (1868-1942) |
|            | HIER WOONDE ROSA PAIS-HEYMANN GEB. 1901 GEDEPORTEERD 1942 UIT WESTERBORK VERMOORD 29.10.1942 AUSCHWITZ          | Noorderhaven 18        | Rosa Pais-Heymann |
|            | HIER WOONDE ADRIANA PAIS-ROOD GEB. 1881 GEDEPORTEERD 1942 UIT WESTERBORK VERMOORD 23.11.1942 AUSCHWITZ          | Kleine Bredeplaats 18  | Adriana Pais-Rood |
|            | HIER WOONDE ROOSJE PAIS-MINCO GEB. 1901 GEDEPORTEERD 1942 UIT WESTERBORK VERMOORD 23.11.1942 AUSCHWITZ          | Noorderhaven 32        | Roosje Pais-Minco |
|            | HIER WOONDE NATHAN POLAK GEB. 1903 GEDEPORTEERD 1943 UIT WESTERBORK VERMOORD 23.4.1943 SOBIBOR                  | William Boothstraat 19 | Nathan Polak |
|            | HIER WOONDE BETSIJ POLAK-FRANK GEB. 1902 GEDEPORTEERD 1943 UIT WESTERBORK VERMOORD 23.4.1943 SOBIBOR            | William Boothstraat 19 | Betsij Polak-Frank |
|            | HIER WOONDE IZAK NATHAN POLAK GEB. 1937 GEDEPORTEERD 1943 UIT WESTERBORK VERMOORD 23.4.1943 SOBIBOR             | William Boothstraat 19 | Izak Nathan Polak |
|            | HIER WOONDE PIETJE POLAK- DE VRIES GEB. 1872 GEDEPORTEERD 1943 UIT WESTERBORK VERMOORD 20.3.1943 SOBIBOR        | Simon Stijlstraat 4    | Pietje Polak-de Vries |
|            | HIER WOONDE ALLE SCHAAFSMA GEB. 1895 GEARRESTEERD 11-1-1945 VERMOORD 15-1-1945 LEEUWARDEN                       |                        | Alle Schaafsma (1895-1945) |
|            | HIER WOONDE MICHIEL SPEIJER GEB. 1902 GEDEPORTEERD 1943 UIT WESTERBORK VERMOORD 26.3.1943 SOBIBOR               | Heiligeweg 19          | Michiel Speijer |
|            | HIER WOONDE HANNA SPEIJER- SCHULENKLOPPER GEB. 1902 GEDEPORTEERD 1943 UIT WESTERBORK VERMOORD 26.3.1943 SOBIBOR | Heiligeweg 19          | Hanna Speijer-Schulenklopper |
|            | HIER WOONDE ELKAN ARON SPEIJER GEB. 1930 GEDEPORTEERD 1943 UIT WESTERBORK VERMOORD 26.3.1943 SOBIBOR            | Heiligeweg 19          | Elkan Aron Speijer |
|            | HIER WOONDE CÄCIL DAVID SPEIJER GEB. 1933 GEDEPORTEERD 1943 UIT WESTERBORK VERMOORD 26.3.1943 SOBIBOR           | Heiligeweg 19          | Cäcil David Speijer |
|            | HIER WOONDE LIEBA STEIL- AFTERGUT GEB. 1892 GEDEPORTEERD 1942 UIT WESTERBORK VERMOORD 1.10.1942 AUSCHWITZ       | Havenplein 24          | Lieba Steil-Aftergut |
|            | HIER WOONDE BEREL STEIL GEB. 1923 GEDEPORTEERD 1942 UIT WESTERBORK VERMOORD 30.9.1942 AUSCHWITZ                 | Havenplein 24          | Berel Steil |
|            | HIER WOONDE NECHEMIA STEIL GEB. 1925 GEDEPORTEERD 1942 UIT WESTERBORK VERMOORD 31.1.1943 AUSCHWITZ              | Havenplein 24          | Nechemia Steil |
|            | HIER WOONDE AÄRON DE VRIES GEB. 1865 GEDEPORTEERD 1942 UIT WESTERBORK VERMOORD 23.11.1942 AUSCHWITZ             | Heiligeweg 28a         | Aäron de Vries |
|            | HIER WOONDE GRIETJE DE VRIES- DE WILDE GEB. 1867 GEDEPORTEERD 1942 UIT WESTERBORK VERMOORD 23.11.1942 AUSCHWITZ | Heiligeweg 28a         | Grietje de Vries-de Wilde |
|            | HIER WOONDE KLARA DE VRIES GEB. 1901 GEDEPORTEERD 1943 UIT WESTERBORK VERMOORD 20.3.1943 SOBIBOR                | Heiligeweg 28a         | Klara de Vries |
|            | HIER WOONDE BENJAMIN DE VRIES GEB. 1909 GEDEPORTEERD 1942 UIT WESTERBORK VERMOORD 30.9.1942 AUSCHWITZ           | Heiligeweg 28a         | Benjamin de Vries |
|            | HIER WOONDE ELIZE DE VRIES- ODEWALD GEB. 1873 GEDEPORTEERD 1943 UIT WESTERBORK VERMOORD 20.3.1943 SOBIBOR       | Rommelhaven 26b        | Elize de Vries-Odewald |
|            | HIER WOONDE IZAÄK DE VRIES GEB. 1898 GEDEPORTEERD 1943 UIT WESTERBORK VERMOORD 28.2.1943 AUSCHWITZ              | Rommelhaven 26b        | Izaäk de Vries |
|            | HIER WOONDE WIJBRANDUS DE WIT GEB. 1898 GEARRESTEERD 11-1-1945 VERMOORD 10-2-1945 HAMBURG-VEDDEL                |                        | Wijbrandus de Wit (1898-1945) |

## Data van plaatsingen
- 21 augustus 2012: 45 Stolpersteine op Grote Ossenmarkt 16, Havenplein 24, Heiligeweg 19 en 28a, Hoogstraat 15, Kleine Bredeplaats 16 en 18, Midlumerlaan 32, Noorderhaven 18 en 32, Rommelhaven 26b, Rozengracht 15, Schritsen 10, Simon Stijlstraat 4, Voorstraat 75, William Boothstraat 19
- 16 april 2025: zestien Stolpersteine op drie adressen